# Pietà (Metsys)
Pietà est un tableau réalisé par le peintre flamand Quentin Metsys en 1514. De format horizontal, cette huile sur bois est une Vierge de Pitié. Achetée en 1893 auprès de Charles Sedelmeyer, elle est conservée au musée du Louvre, à Paris, en France.
La peinture représente Marie et Jean pleurant le Christ mort sur les pentes du Golgotha, que des soldats romains redescendent à cheval vers Jérusalem. Dans le flanc de la colline, à droite, à la hauteur de l'épaule de l'apôtre, on distingue une grotte dans l'ouverture de laquelle se devinent, éclairés à la bougie, deux personnages, un sarcophage et un linceul. Il s'agit d'un présage de la mise au tombeau du corps de Jésus.